# Lion Rock
Der Lion Rock (deutsch etwa „Löwenfelsen“), kurz für amtlich Lion Rock Hill (chinesisch 獅子山 / 狮子山, Pinyin Shīzi Shān, Jyutping Si1zi2 Saan1 – „wörtl. Löwenberg“), ist ein 495 m hoher Berg in Hongkong. Er liegt zwischen Kowloon und den New Territories und bildet eine natürliche Grenze der beiden Regionen in Hongkong. Der karge mit spärlichen Gebüsch bewachsener Gipfel besteht aus Granit. Der Berg gilt gewissermaßen als „Hausberg“ von Hongkong und ist eines der markantesten Naturmonumente der Stadt. Die Form des Berges erinnert an einen kauernden Löwen. Diese Löwen-Impression soll am eindrucksvollsten von der Siedlung Choi Hung Estate (彩虹邨) und dem Stadtteil San Po Kong (新蒲崗) in East Kowloon zu erkennen sein. In Hongkong sind zahlreiche Straßen, Gebäude, Tunnel und Institutionen nach dem Lion Rock benannt, so beispielsweise die Straße Lion Rock Road (獅子石道) in Kowloon City.

## Geographie
Der Lion Rock liegt im geografischen Zentrum der Sonderverwaltungszone Hongkong. Er befindet sich nördlich von Kowloon Tong (九龍塘) und südlich von Tai Wai (大圍) als natürliche Grenzlinie zwischen den beiden Regionen Kowloon und den New Territories, welche durch den Lion Rock Tunnel (獅子山隧道) miteinander verbunden wird. Neben den Straßentunnel, der Teil des Hongkonger Autobahnsystem Route 1 ist, durchquert der Bahntunnel der Tuen Ma Line (屯馬綫) den Lion Rock Hill. Es stellt somit eine direkte MTR-Verbindung zwischen Sha Tin und Central her. Die offizielle Öffnung der Bahnverbindung war am 27. Juni 2021. Der Berg ist sowohl bei den Einheimischen als auch bei den Touristen ein beliebtes Ausflugsziel. Er liegt im Zentrum des 530 ha großen Lion Rock Country Park (獅子山郊野公園) Naturschutzgebiet. Vom Berggipfel aus bietet sich ein beeindruckender Rundblick auf Hongkong und die New Territories.

## Zwischenfälle (Auswahl)
- Der Lion Rock wird gelegentlich auch von Bergsportlern frequentiert. Eine besonders spektakuläre Aktion spielte sich im Rahmen der Proteste in Hongkong 2014 am 23. Oktober 2014 ab, als Bergsteiger ein riesiges Banner (我要真普選 – „Ich will echtes allgemeines Wahlrecht“)[12] entrollten, auf dem ein allgemeines Wahlrecht gefordert wurde. Das Banner wurde am Folgetag wieder entfernt.[13]
- Am 13. März 2016 stürzte ein Tourist bei dem Versuch, von der Kante des Lion Rock ein besonders spektakuläres Foto von Hongkong aufzunehmen, 400 m in die Tiefe und kam ums Leben.[14]

## Galerie

Lion Rock Hill – 獅子山 – Historische Entwicklung
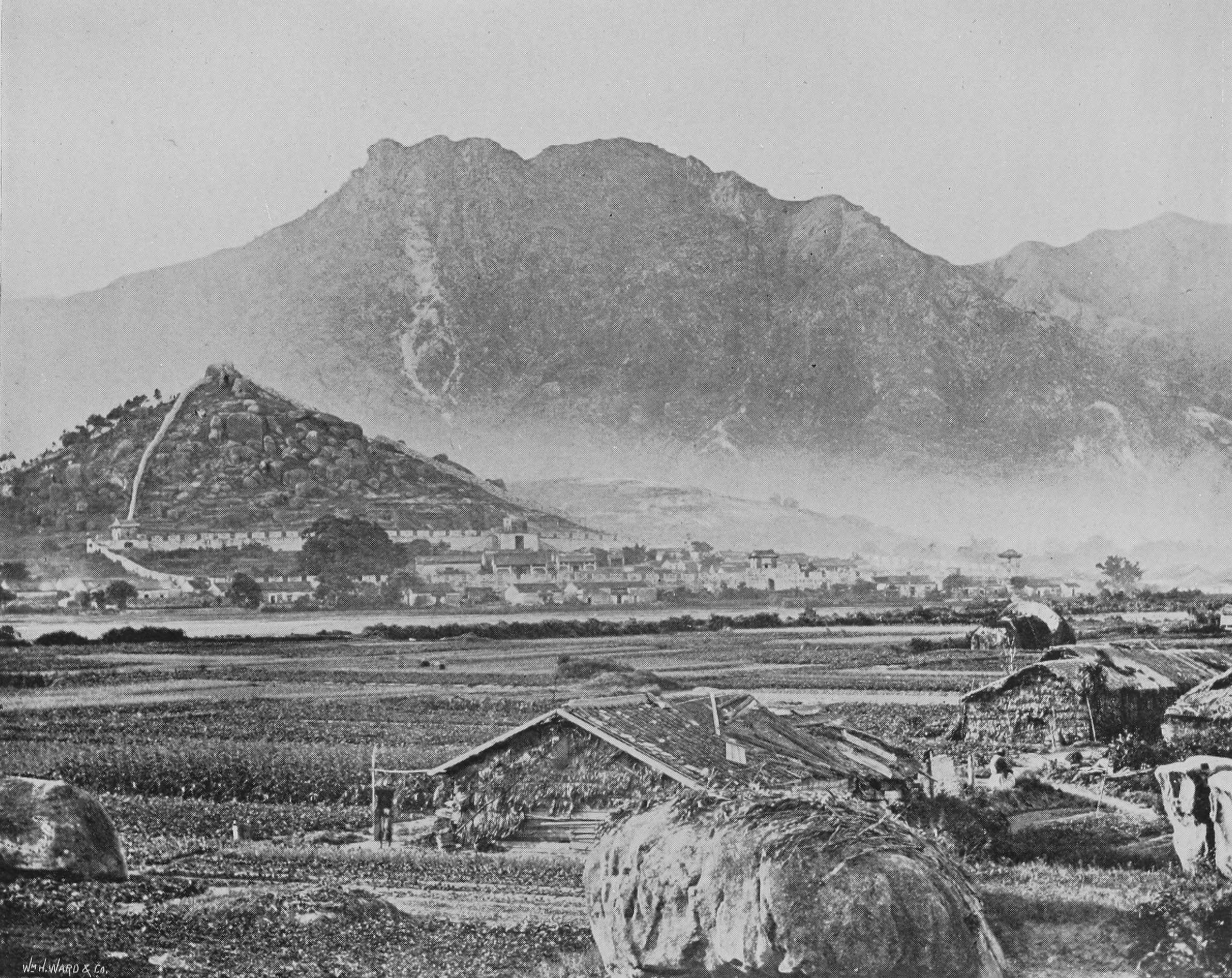
Historische Aufnahme, vor 1898
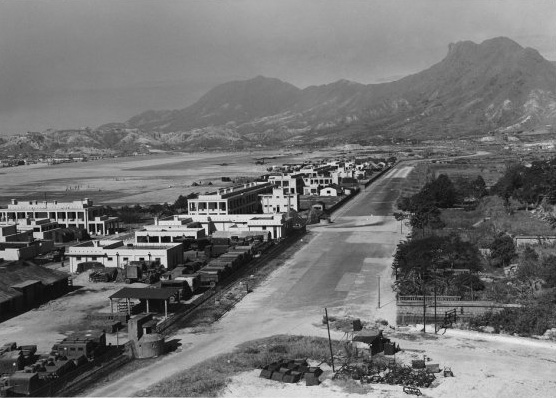
Lion Rock – Kwun Tong Road, 1945
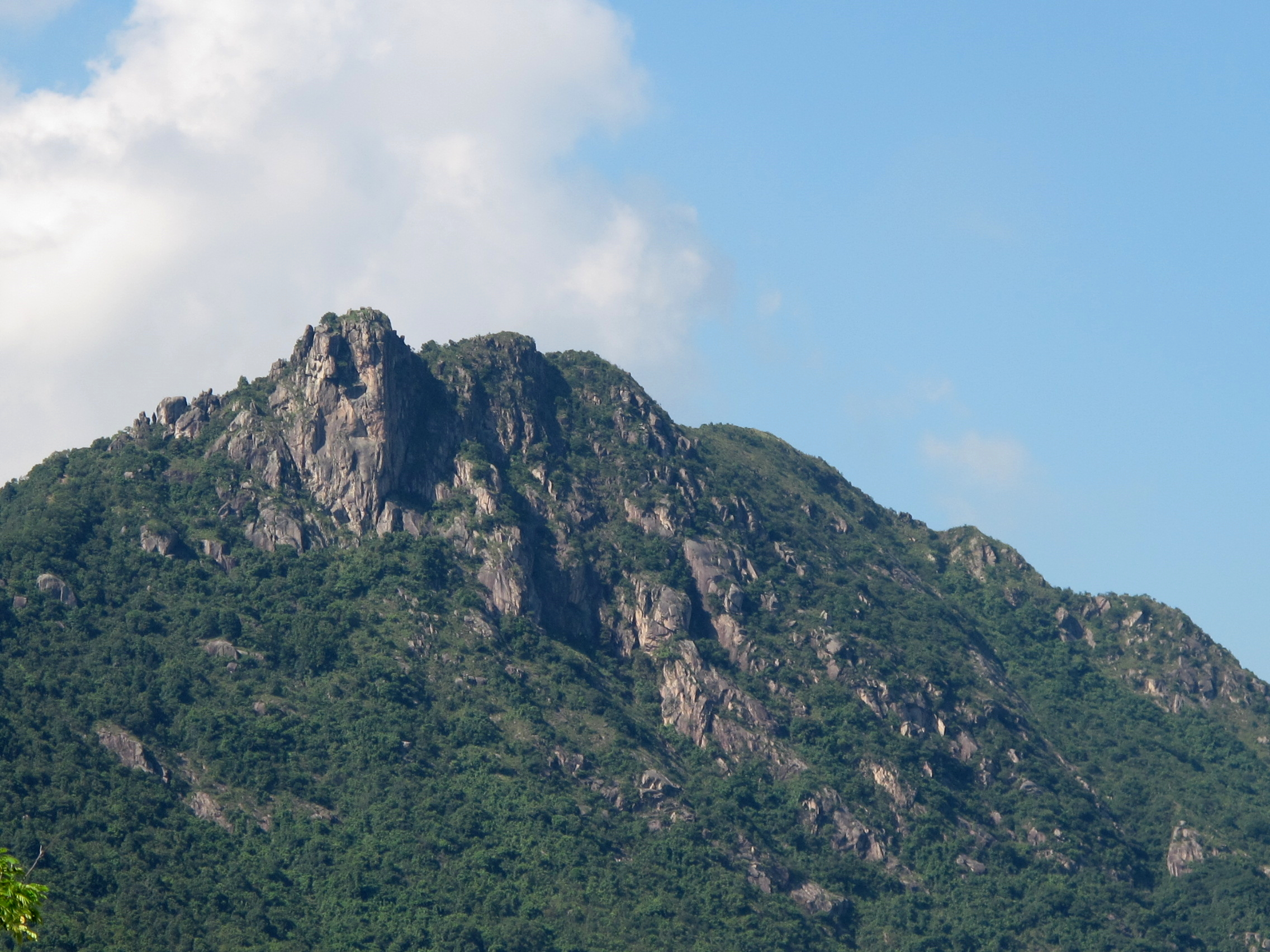
Lion Rock – Ansicht, 2013
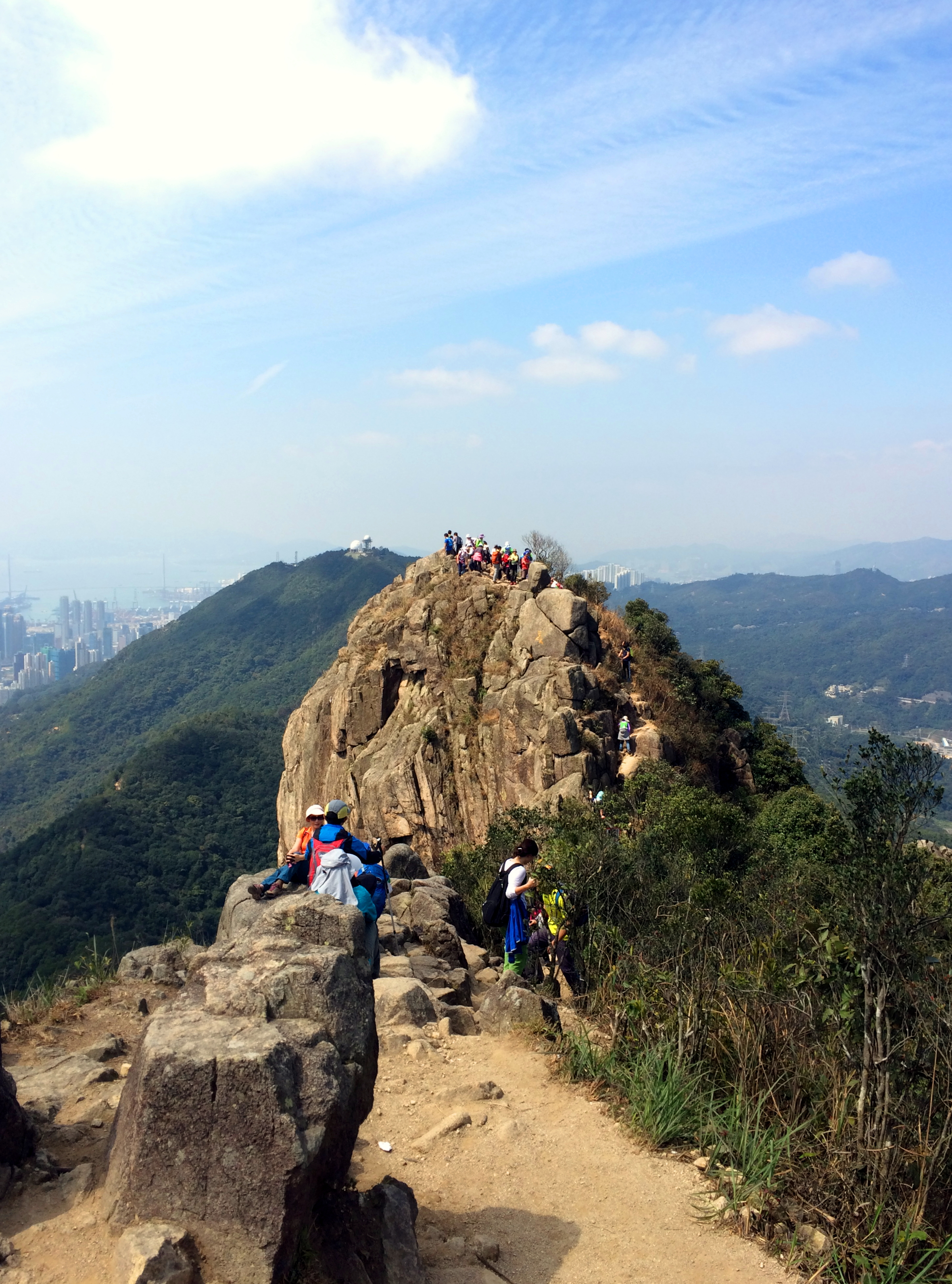
Berggipfel, 2016
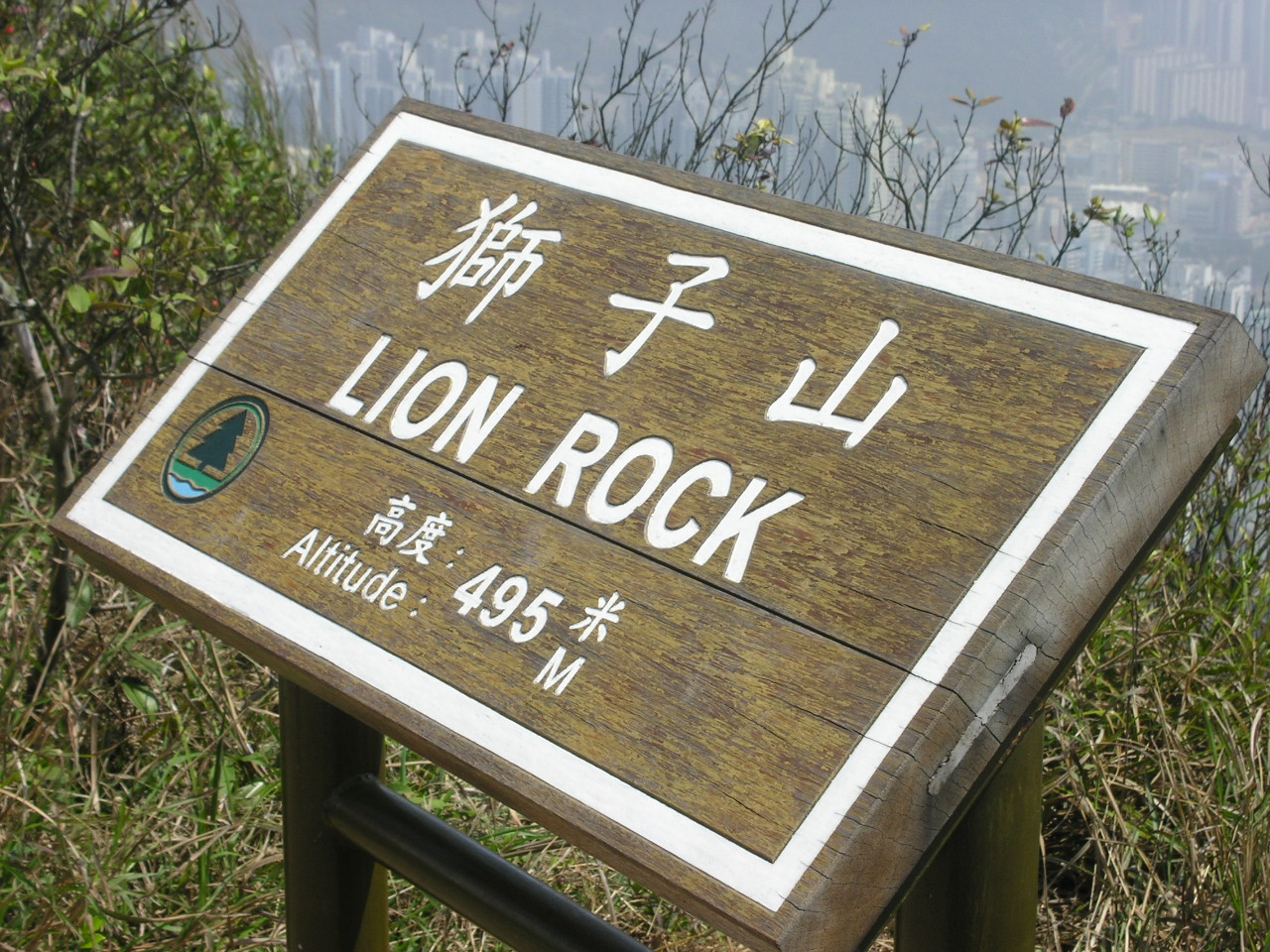
Lion Rock – Tafel zur Gipfelhöhe, 2006
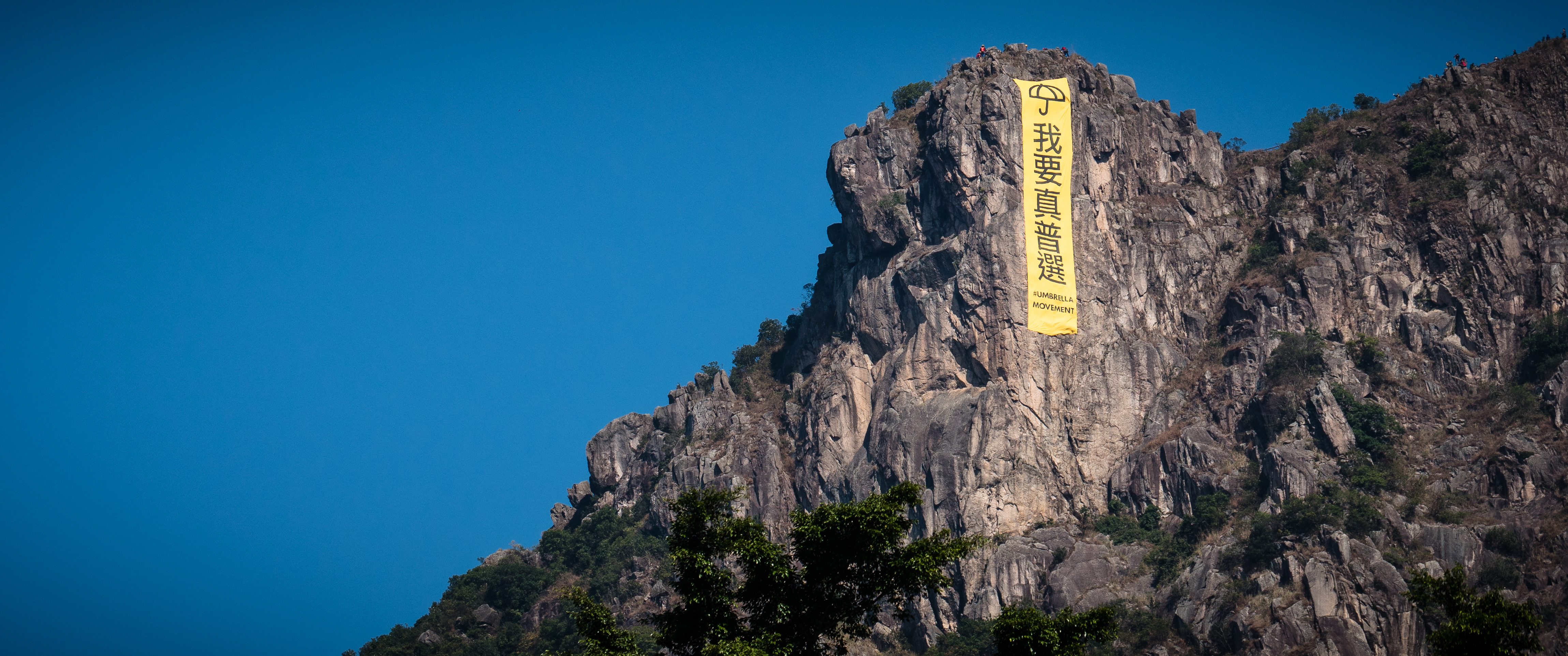
Protestbanner Regenschirm-Bewegung 2014